# Самбук, Феодосий Викторович
Феодо́сий Ви́кторович Самбу́к (1900 год, Копаткевичи, Минская губерния, — 10.11.1937) — советский ботаник, специалист Ботанического института Академии наук СССР, научная специализация — геоботаника, исследование тундры.
В 1927 году окончил Ленинградский государственный университет.
С 1925 года работал препаратором в гербарии (ботаническом музее) Академии наук СССР, позже — научным сотрудником ботаником. После объединения Гербария Академии наук СССР и Ботанического сада Народного комиссариата земледелия РСФСР был назначен на должность ботаника отдела геоботаники в объединённом Ботаническом институте АН СССР.
С 1931 года работал в Институте оленеводства ВАСХНИЛ, совмещая с работой в Ботаническом институте. Проводил исследования растительного покрова тундры, предложил новую методику изучения оленьих пастбищ. Участвовал в ряде экспедиций по бассейну реки Печоры, где проводил ботанические исследования флоры Коми АССР.
Совместно с Андреем Алексеевичем Дедовым предложил зонирование и нанёс на карту границы подзон Припечорских тундр.
В 1937 году представил работу «Растительность тундры и лесотундры Таймыра» в качестве диссертации на соискание учёной степени доктора наук.
Арестован в ноябре 1937 года, отправлен в лагеря в Коми АССР, где умер в 1942 году. Реабилитирован в 1957 году, посмертно.
По другим сведениям, арестован 17 сентября 1937 года, комиссией НКВД и Прокуратурой СССР 3 ноября 1937 года приговорён по статье 58 (пункты 6, 10, 11) УК РСФСР к высшей мере наказания. Расстрелян в Ленинграде 10 ноября 1937 года.
Вклад в таксономию
- Delphinium retropilosum (Huth) Sambuk — Живокость отогнутоволосистая, или Живокость шерстистая

## Память о Ф. В. Самбуке
В 1936 году Б. Шишкин назвал в честь Самбука один из сибирских видов качима семейства Гвоздичные (Caryophyllaceae) — Gypsophila sambukii Schischk.
В 1961 году, после реабилитации Ф. В. Самбука, А. Толмачёв почтил его память, введя в науку новый вид крупки семейства Капустные (Brassicaceae) — Draba sambukii Tolm..